# Ферма 3 Казансу
Ферма 3 Казансу (каз. Қазансу 3 фермасы) — населённый пункт в Кербулакском районе Жетысуской области Казахстана. Входит в состав Сарыбулакского сельского округа. Код КАТО — 194657200.

## Население
В 1999 году население населённого пункта составляло 350 человек (183 мужчины и 167 женщин). По данным переписи 2009 года, в населённом пункте проживало 338 человек (166 мужчин и 172 женщины).